# 弗拉迪米罗·法尔科内
弗拉迪米罗·法尔科内（義大利語：Wladimiro Falcone，1995年4月12日—），意大利籍足球運動員，司職守門員，現由意甲球會桑普多利亚外借至萊切。

## 球會生涯

### 桑普多利亚
法尔科内生於羅馬，是桑普多利亚足球俱乐部的青訓球員，在2012年至2014年是球員預備隊的首選守門員，此外亦有時在一隊擔任替補守門員。

## 國家隊生涯
弗拉迪米罗·法尔科内是2014年歐洲U-19足球錦標賽資格賽的二號守門員，排在戈利尼後面。